# Йоргич, Никола
Никола Йоргич (серб. Nikola Jorgić; 1946, Добой — 8 июня 2014, Германия) — боснийский серб, участник Боснийской войны на стороне Республики Сербской, член военизированной группы, действовавшей в районе Добоя. Осуждён 26 сентября 1997 года судом ФРГ по обвинению в геноциде населения Боснии и Герцеговины на четыре пожизненных срока; стал первым человеком, осуждённым официально за преступления против гражданского населения Боснии и Герцеговины.

## Биография
По данным Высшего земельного суда, Йоргич переехал в ФРГ в мае 1969 года и проживал там до 1992 года, пока не вернулся на родину и не стал членом военного отряда, сражавшегося на стороне Республики Сербской. В 1995 году Йоргич вернулся в Германию и был арестован в Дюссельдорфе, по запросу Международного трибунала по бывшей Югославии в Гааге над ним начался судебный процесс.
Йоргичу инкриминировались преступления против гражданских лиц, преимущественно против боснийских мусульман: так, его обвиняли в убийстве 22 жителей деревни Грабска и выселении остальных местных жителей, а также в убийстве семи человек в Севарлие. 26 сентября 1997 года Никола Йоргич судом города Дюссельдорф был приговорён к пожизненному лишению свободы за преступления против человечности. Апелляцию осуждённого на приговор отклонил Федеральный суд Германии 30 апреля 1999 года, а 12 июля 2007 года аналогично отклонил апелляцию Европейский суд по правам человека. У Йоргича остались жена и дочь, проживающие в Германии.
Существует легенда, что Йоргич участвовал в съемке клипа Serbia strong. Среди его соавторов упоминаются Максим Соколович и Новислав Джаич (в действительности лишь тёзка аккордеониста), которых также осудили несколько судов Германии за соучастие в военных преступлениях: Соколович получил 9 лет тюрьмы за убийства гражданских в Калесии, но был досрочно освобождён; Джяич был признан виновным в 14 убийствах и одном покушении на убийство, однако после апелляции 23 мая 1997 года обвинение было пересмотрено, а итоговый приговор, вынесенный апелляционной палатой Высшего земельного суда Баварии, составил всего пять лет.